# The Electrifying Mojo
The Electrifying Mojo, de nombre Charles Johnson y nacido en Little Rock, Arkansas, es una figura de la radio estadounidense. Como DJ en Detroit, su programación musical única influyó sobre toda una generación de jóvenes de la ciudad así como del sureste de Míchigan y Canadá. Se le ha considerado como una figura clave en el desarrollo del detroit techno.
Está reconocido como el encargado de introducir a numerosos artistas en audiencia de Detroit, entre los que se incluyen Prince, The B-52's o Kraftwerk, por lo que en ocasiones recibió el agradecimiento de los mismos artistas en su programa. Por ejemplo, Prince concedió su primera entrevista radiofónica en directo en el show de Mojo tras un concierto de cumpleaños que dio en el Cobo Arena el 7 de junio de 1985. También fue visitado en su estudio por The B-52's y The J. Geils Band.
Más recientemente, Mojo se ha dedicado a dirigir la programación de varias estaciones de Detroit, si bien no ha hecho público cuáles son.

## Historia
El programa de radio de Mojo funcionó desde 1977 hasta mediados de los años 80. Su programación era innovadora por el eclecticismo que mostraba, tanto por poner música poco conocida como por ofrecer a la comunidad afrodescendiente sonidos que no necesariamente pertenecían a la propia comunidad. En el programa se podía escuchar, soul, funk (especialmente p-funk), new wave, rock, música alemana hecha con sintetizador o música clásica. Esta programación tan variada y siempre personal cuestionaba y era radicalmente diferente del formato tradicional de la industria radiofónica musical. 
Tras servir para la fuerza área estadounidense, Johnson fue a la Universidad de Míchigan hacia mediados de los años 70, cuando empezó a hacer radio en la emisora universitaria. Más adelante pasó a la emisora Ann Arbor (WAAM). En 1977, comenzó a emitir en WGPR (107.5) en Detroit, y pronto congregó a una audiencia diversa atraída por su formato de "mezcla de géneros". Hacia 1982 cambió a la emisora WJLB (97.9), consiguiendo un mayor número de oyentes porque este nuevo dial era más fácil de sintonizar. Su programa "Landing of the Mothership" a las 10pm cada noche se hizo muy popular.
En lo que terminaría por convertirse en una tendencia en su carrera dada la aversión de Mojo a adherirse a los formatos de radio tradicionales, se volvió a cambiar de emisora a WHYT (96.3) en 1985 y después a WTWR en Ohio en 1987 tras un cambio en la administración de la anterior. Su show se mantuvo ahí hasta 1990, cuando aceptó una oferta para regresar a las ondas de Detroit en WMXD. En octubre de 1990, Mojo dio una entrevista exclusiva en Finney High Today, un periódico de una página hecho por la clase de periodismo del instituto Finney High School. Hacia la mitad de los años 90, Mojo emitió desde WGPR en un show de fin de semana donde tocaba diferentes temas relativos a la comunidad afrodescendiente.
Los formatos elegidos por Mojo siempre han sido originales y personales. En WGPR tenía un acuerdo atípico por el cual él le "compraba" a la emisora tiempo en el aire pudiéndose encargar por sí mismo de encontrar los patrocinadores y la publicidad para el programa. Por otra parte, durante las transmisiones no solo ponía música siguiendo su personal criterio, que evitaba siempre que su programa fuera considerado de "música blanca" o de "música negra". Además, también a veces paraba la música para hablar, durante media hora o más, acerca de cualquier tema que estuviera en su cabeza. En ocasiones leía pasajes de su libro de más de 500 páginas, The Mental Machine. Por estos motivos, que no se ajustaban a la conducción de un programa musical al uso, fue despedido de WGPR. 
Desde finales de los años 90, Mojo empezó a emitir también en internet ocasionalmente.

## Influencia
El trío de artistas conocido como "The Belleville Three", considerado como los fundadores del techno y formado por Juan Atkins, Kevin Saunderson y Derrick May, siempre mencionan a Mojo como una de sus mayores influencias en el desarrollo de su música. Otros artistas de techno también lo nombran, como Richie Hawtin y Carl Craig. Mojo apoyó inicialmente el Detroit techno, poniendo temas de Cybotron o del grupo de Kevin Saunderson Inner City.
Además de apoyar a la escena local, Mojo también dio espacio a otros grupos pioneros de la música electrónica, como Kraftwerk, Philip Glass, New Order o Afrika Bambaataa

## Secciones
Los shows de Mojo desde finales de los años 70 hasta mediados de los 80 tenían varios segmentos cada noche. Aunque fueron cambiando, una noche típica de Mojo podía incluir:
- 10:00pm - The Landing of the Mothership. Intro al show, con efectos espaciales y diálogo relacionado. A veces la música tenía que ver con la temática de la noche; otras no.
- 11:00pm - Awesome '84, '85. Hacia mediados de los 80, Mojo tocaba una hora de música completamente nueva
- 11:30pm - Lover's Lane. Media hora de "slow jams" para amantes.
- 12:00am - The Midnight Funk Association. Consistía habitualmente en material de la época de Parliament-Funkadelic, The Gap Band o Zapp

De 1:00am a 3:00am (2:00am el sábado noche), el show era diferente cada noche. Mojo podía introducir fragmentos como los siguientes:
- Star Wars - Una "pelea" de un artista contra otro, en el que Mojo alternaba selecciones musicales de dos diferentes grupos o artistas y el público votaba por su favorito
- Journey - Mojo tocaba canciones de un solo artista o grupo, recorriendo toda su carrera.
- Shout-out - Cualquiera que llamara a la emisora recibía un "shout-out".
- 35-35-35 - Mojo recibía sugerencias de los aficionados sobre sus músicos favoritos. Entonces elegía los tres más populares esa noche y tocaba treinta y cinco minutos de cada grupo sin anuncios. Este espacio servía muchas veces para dar espacio radiofónico en Detroit que ninguna otra emisora le concedería.

A otras horas, Mojo podría dedicar hasta 2 horas del show en sesiones en directo de DJs locales. Entre esos DJs destaca Jeff Mills, que comenzó su carrera bajo el nombre "The Wizard".